# Ройтлінген
Ро́йтлінген, Ройтлінґен (нім. Reutlingen) — місто, районний центр в землі Баден-Вюртемберг, Німеччина.
Місто підпорядковане адміністративному округу Тюбінген. Входить до складу району Ройтлінген. Населення становить 112 484 людини (на 31 грудня 2010 року). Займає площу 87,06 км ². Офіційний код — 08 4 15 061.
Місто поділяється на 12 міських районів.

## Культура, пам'ятки

Старий герб міста

Жителів міста відрізняє пристрасть до співочих об'єднань та хорів. Ще 1874 року в Ройтлінгені відбулося співоче свято, в якому взяло участь 80 хорових об'єднань і загалом більше 2400 співаків, у тому числі й з-за кордону. Неабияку популярність здобула Вюртемберзька філармонія Ройтлінгена.
Одна з вулиць міста, Шпроєргофштрассе, занесена до книги рекордів Гіннесса як найвужча у світі: у найвужчому місці її ширина становить 31 см. Ця вулиця насправді є лише проходом між будинками й з'явилася на картах з 1820 року, а виникла 1726 року, після масштабної реконструкції Ройтлінгена після пожежі.

## Відомі особистості
- Вільгельм Готліб Фрідріх Бейтлер (1745—1811) — німецький математик
- Кристоф Малавуа (* 1952) — французький актор театру, кіно і телебачення, письменник.